# 旱湖脑遗址
旱湖脑遗址，位于中国甘肃省瓜州县，为一个省级文物保护单位，类型为古遗址。
旱湖脑遗址的历史年代为汉、晋。